# Usines à Porta Romana
 (juillet 2021).
Si vous disposez d'ouvrages ou d'articles de référence ou si vous connaissez des sites web de qualité traitant du thème abordé ici, merci de compléter l'article en donnant les références utiles à sa vérifiabilité et en les liant à la section « Notes et références ».
Usines à Porta Romana (Officine di Porta Romana) est une peinture à l'huile sur toile réalisée par Umberto Boccioni en 1910. 
L'œuvre est conservée aux Gallerie di Piazza Scala à Milan.

## Description
L'œuvre est créée par Boccioni dans son appartement de la Via Adige au numéro 23 à Milan,
dans la zone de la porte Porta Romana - Vigentina, en regardant par la fenêtre. 
Aujourd'hui, le quartier est un quartier consacré à la mode de luxe et à l'art.
Les œuvres La rue entre dans la maison et Materia sont également liées à la vue de cette fenêtre.
Le palais a une plaque commémorative à l'extérieur.